# Cotylelobium
Cotylelobium je biljni rod u porodici dipterokarpovki. Pripada pet priznatih vrsta iz Azije (Šri Lanka, južni Tajland, zapadna Malezija.

## Vrste
1. Cotylelobium burckii (F.Heim) F.Heim
2. Cotylelobium lanceolatum Craib
3. Cotylelobium lewisianum (Trimen ex Hook.f.) P.S.Ashton
4. Cotylelobium melanoxylon (Hook.f.) Pierre
5. Cotylelobium scabriusculum (Thwaites) Brandis